# Нікон Геннадій
Геннадій Нікон (нар. 16 квітня 1975) — український лижник. Він брав участь у класичній гонці на 10 кілометрів серед чоловіків на зимових Олімпійських іграх 1998 року.